# Casper Wilhelm Michael Ehrenborgh
Casper Wilhelm Michael Ehrenborgh, tidigare Ehrenborg, född 14 april 1786 i Nyköping, död 5 januari 1844 i Kristianstad, var en svensk friherre och ämbetsman. Han var kusin till Casper Ehrenborg.

## Biografi
Casper Wilhelm Michael Ehrenborgh föddes 1786 i Nyköping. Han var son till kaptenen Johan Daniel Ehrenborg vid artilleriet och grevinnan Vilhelmina Douglas. Ehrenborgh blev 1799 student vid Uppsala universitet och avlade 2 juni 1803 hovrättsexamen vid universitet. Han blev 21 juli 1803 auskultant i Svea hovrätt och 29 januari 1806 extra ordinarie kanslist vid justitierevisionsexpeditionen. Ehrenborgh förordnades 29 juni 1807 och 12 juli 1808 att förestå Hammarkinds härads domsaga. Han fick 20 juni 1809 häradshövdings fullmakt och blev 10 augusti samma år kammarherre hos drottningen Hedvig Elisabet Charlotta. Den 20 december 1809 blev han assessor i Svea hovrätt och var 7 april 1812 ledamot av övre borgrätten. Ehrenborgh blev 5 februari 1815 tillförordnad statssekreterare vid kammarexpeditionen. Han blev 7 oktober 1817 friherre Ehrenborgh och introducerades i Sveriges Riddarhus 15 november samma år under nummer 366. Ehrenborgh utnämndes 10 maj 1818 till RNO och blev 11 maj samma år ordinarie statssekreterare. Då hovrätten över Skåne och Blekinge 1821 inrättades, blev Ehrenborgh dess förste president 20 mars samma år. Han utnämndes 3 juli 1823 till KNO och blev 29 april 1841 ledamot av Nordiska Oldskriftssällskapet. Ehrenborgh avled 1844 i Kristianstad.

### Familj
Ehrenborgh gifte sig 1 maj 1823 på Marsvinsholms slott i Balkåkra socken med friherrinnan Ebba Fredrika Charlotta Ruuth (1802–1887), dotter till hovmarskalken Gustaf Erik Ruuth och Hedvig Eleonora Modée. De fick tillsammans barnen Gustaf Johan Vilhelm Ehrenborgh (1824–1883), Edvard Vilhelm Ehrenborgh (1826–1829), Erik Edvard Vilhelm Ehrenborgh (1830–1894) och Ebba Hedvig Vilhelmina Mariana Charlotta Ehrenborgh (1832–1833).